# 벚꽃
벚꽃(cherry blossom, Japanese cherry)은 벚나무속(Prunus) 벚나무아속 벚나무절 식물의 꽃이다. 특히 동아시아의 벚나무 종의 나무에서 피는 꽃을 말한다. 히말라야 지역이 원산이라는 이야기도 있으며, 현재는 일본, 네팔, 한국,중국대륙,대만, 이란 등 북반구의 온대지역 전역에서 핀다. 오랜 옛날부터 벚꽃을 활용한 축제로 하나를 즐겨왔고, 감상용으로 더 즐기기 용이하도록 개량했으며 미국에 벚꽃을 선물하여 외교와 문화전파에 이용하기도 했다.

## 종류

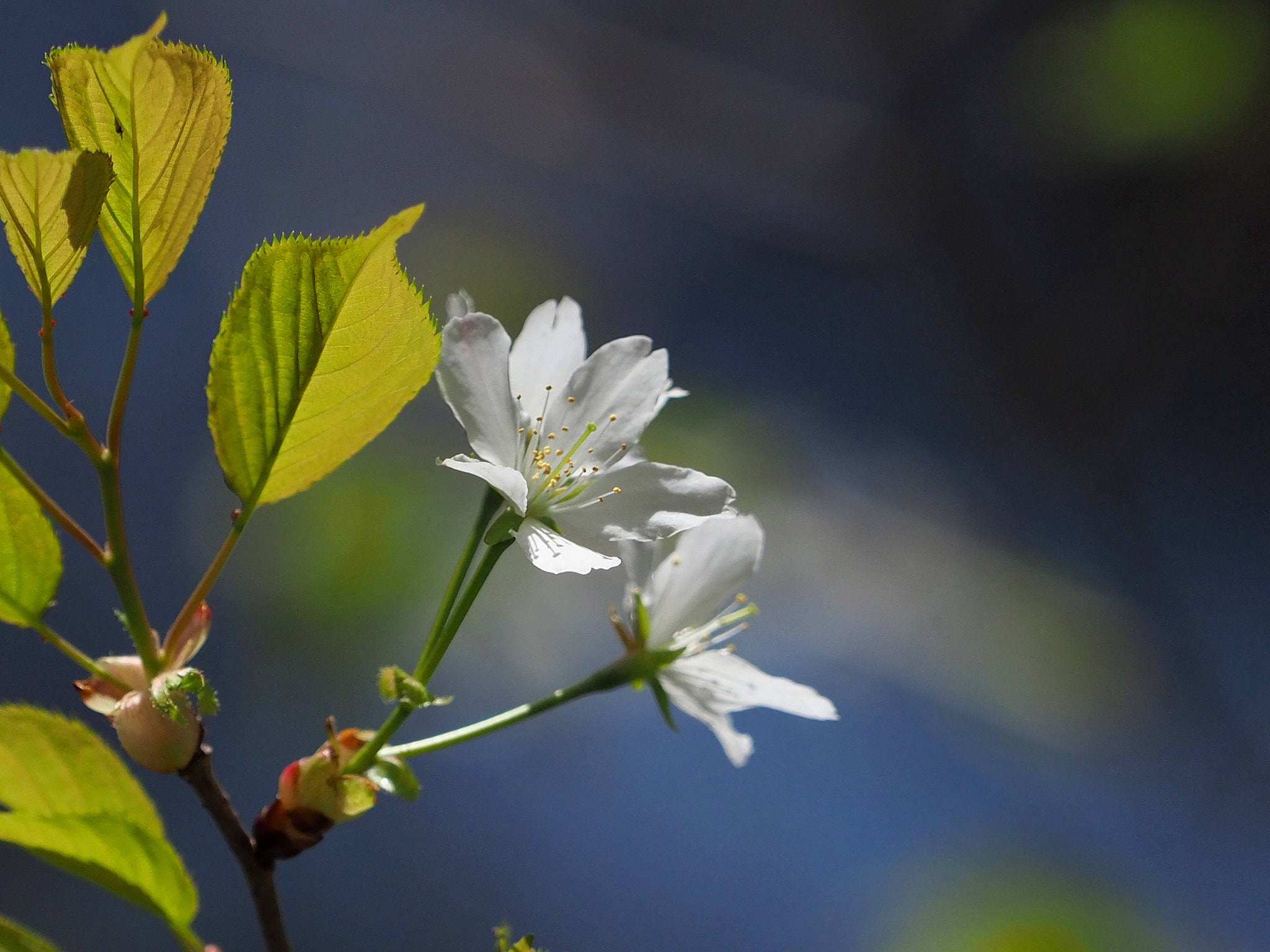
개벚나무 벚꽃
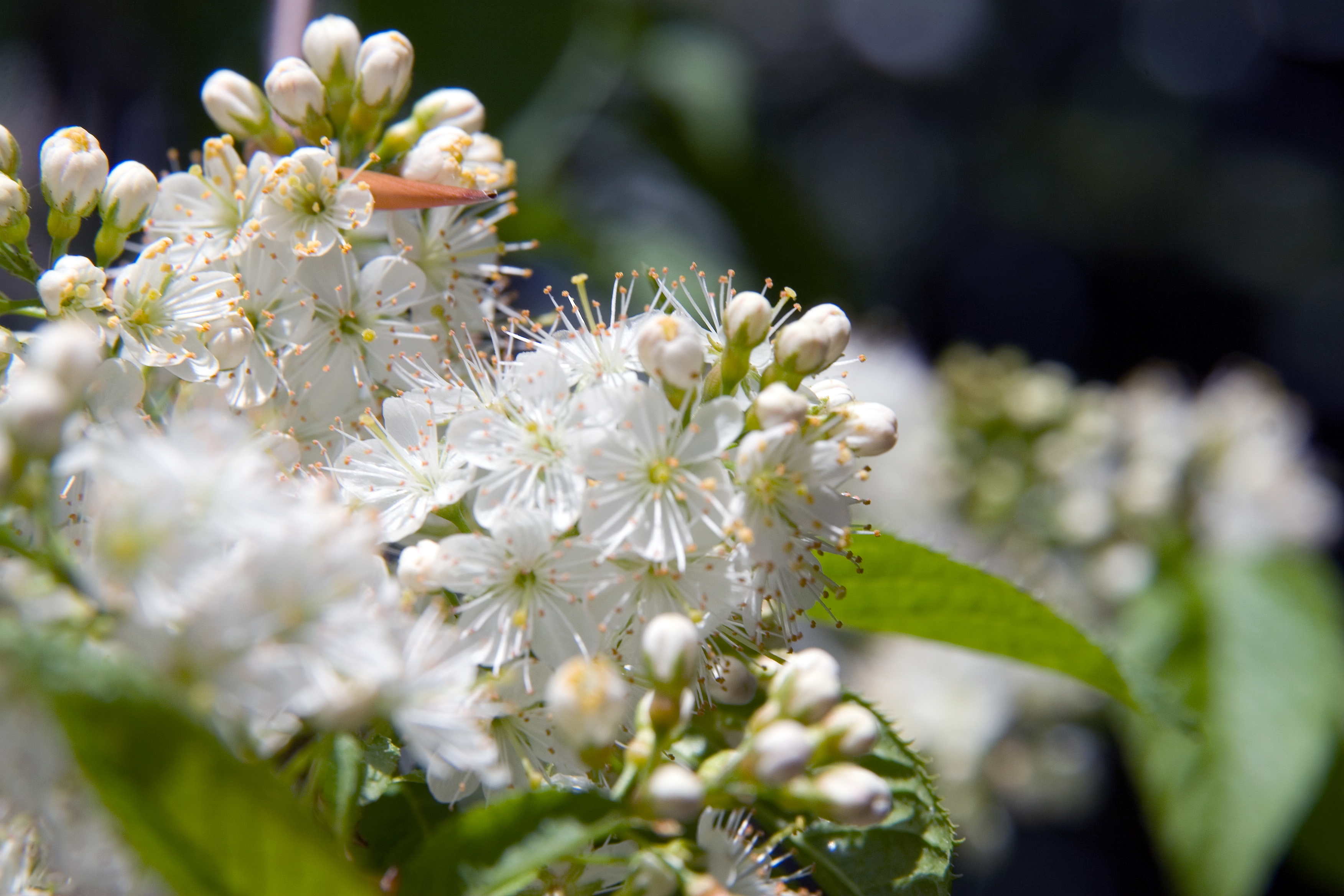
개벚지나무 벚꽃
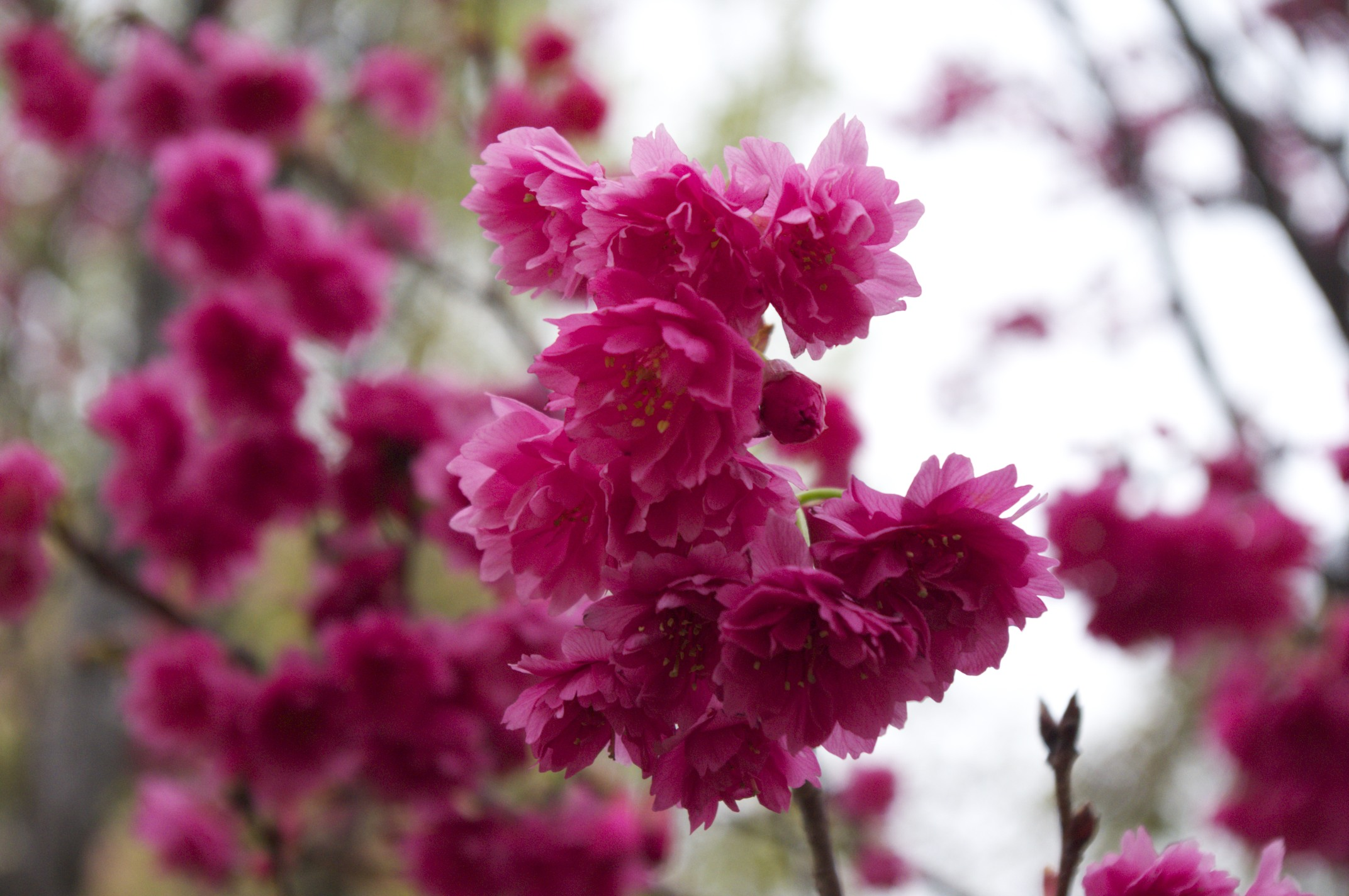
대만벚나무 벚꽃
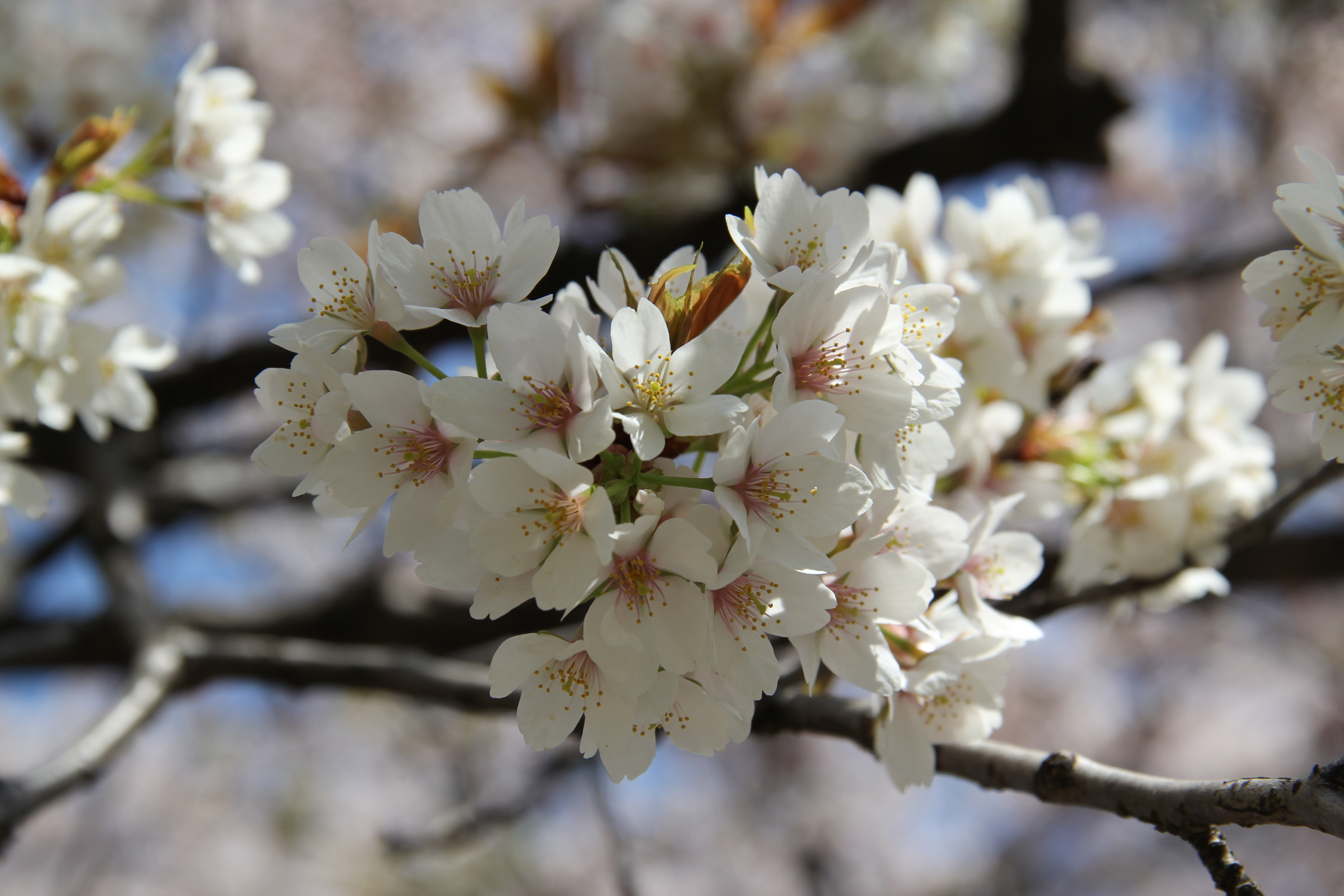
벚나무 벚꽃
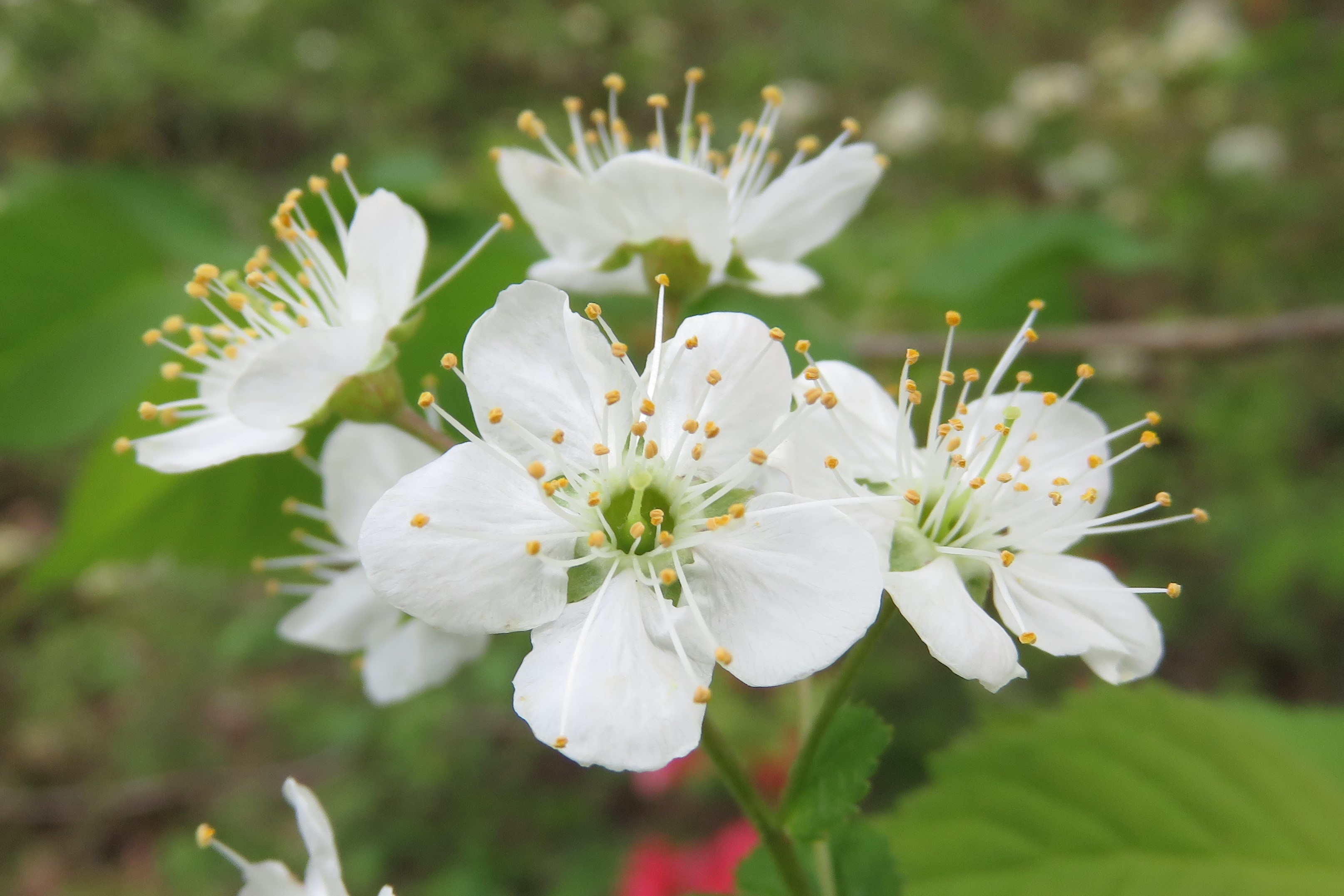
산개벚지나무 벚꽃
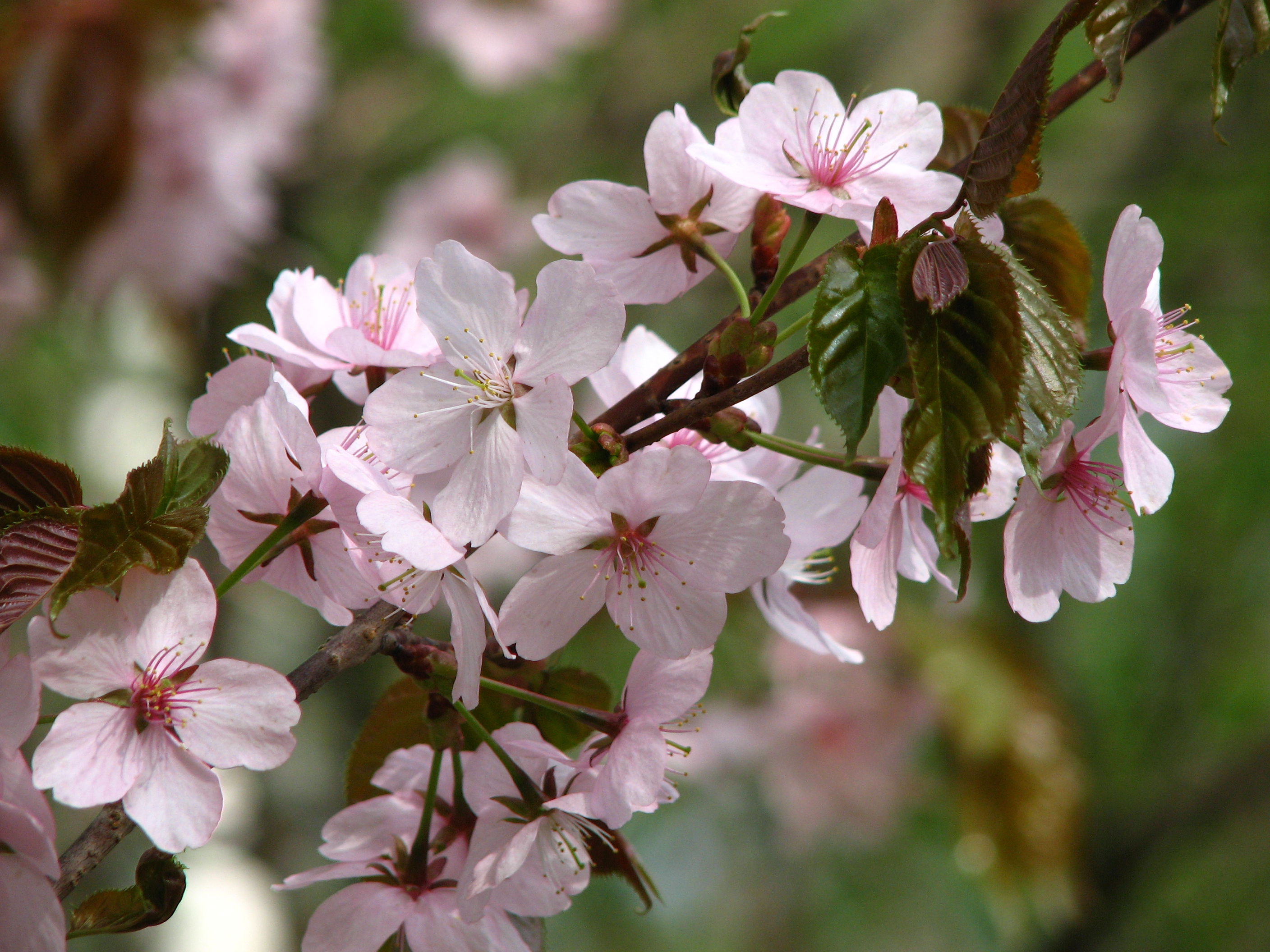
산벚나무 벚꽃
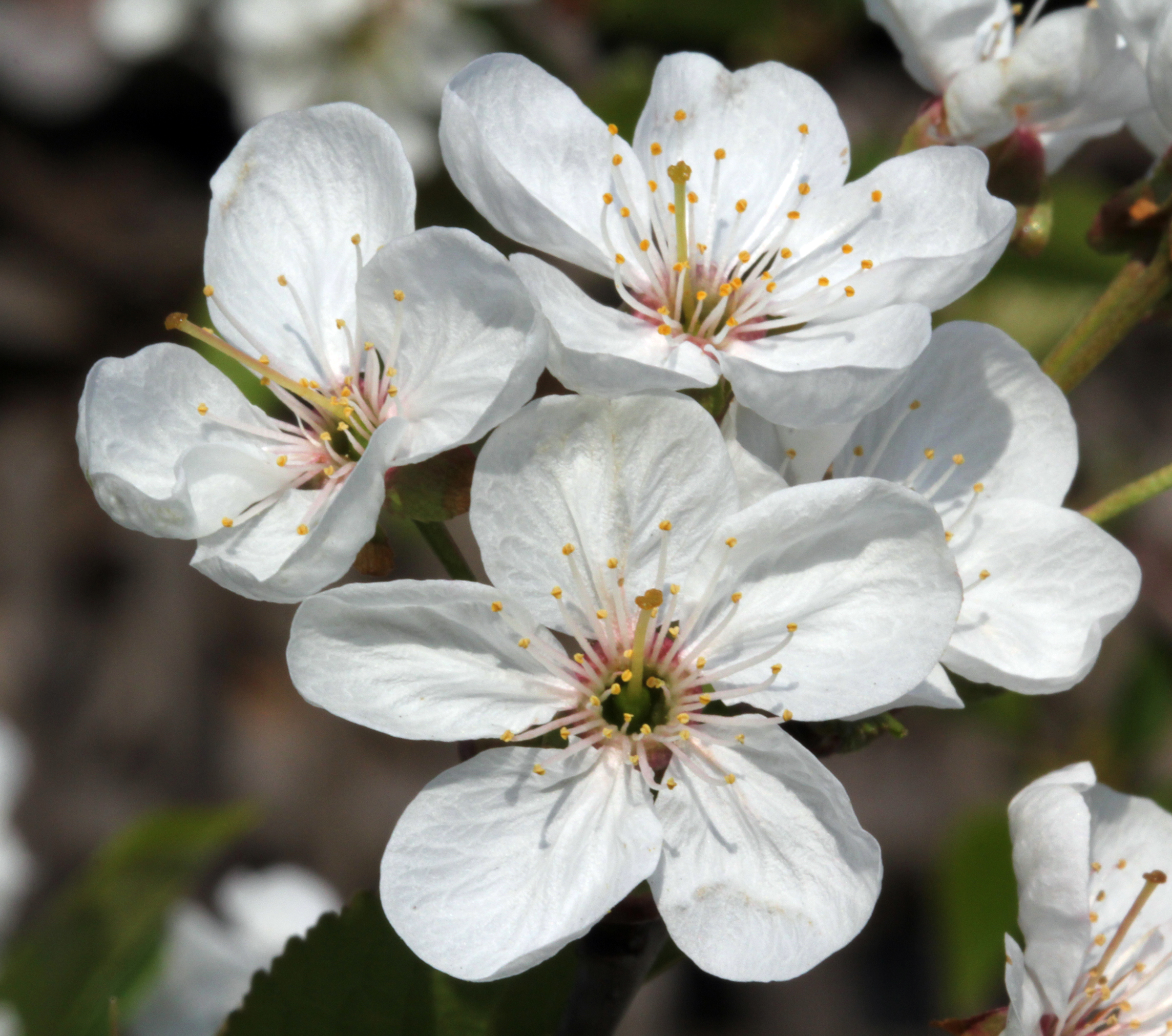
신양벚나무 벚꽃
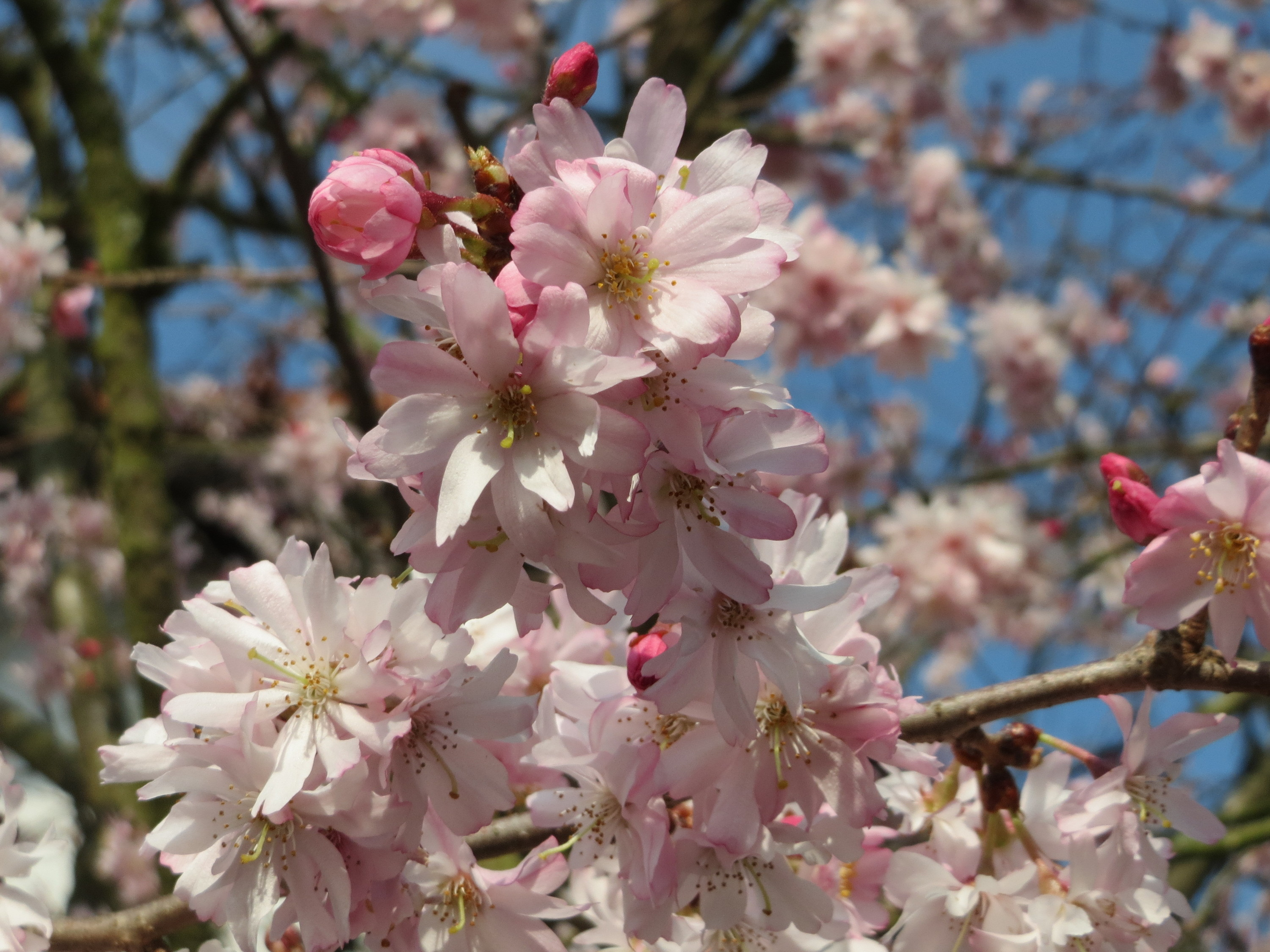
야산벚나무 벚꽃
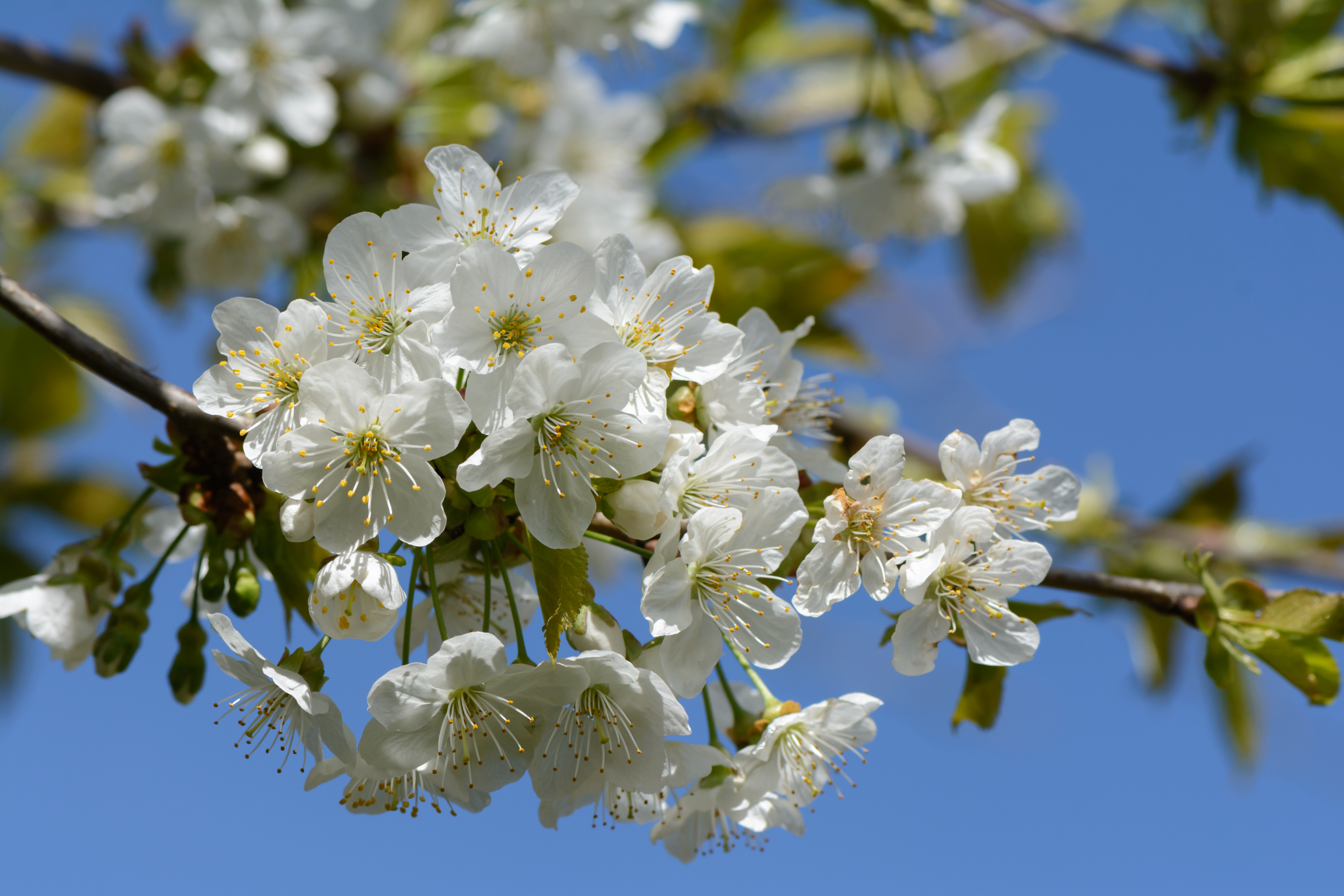
양벚나무 벚꽃
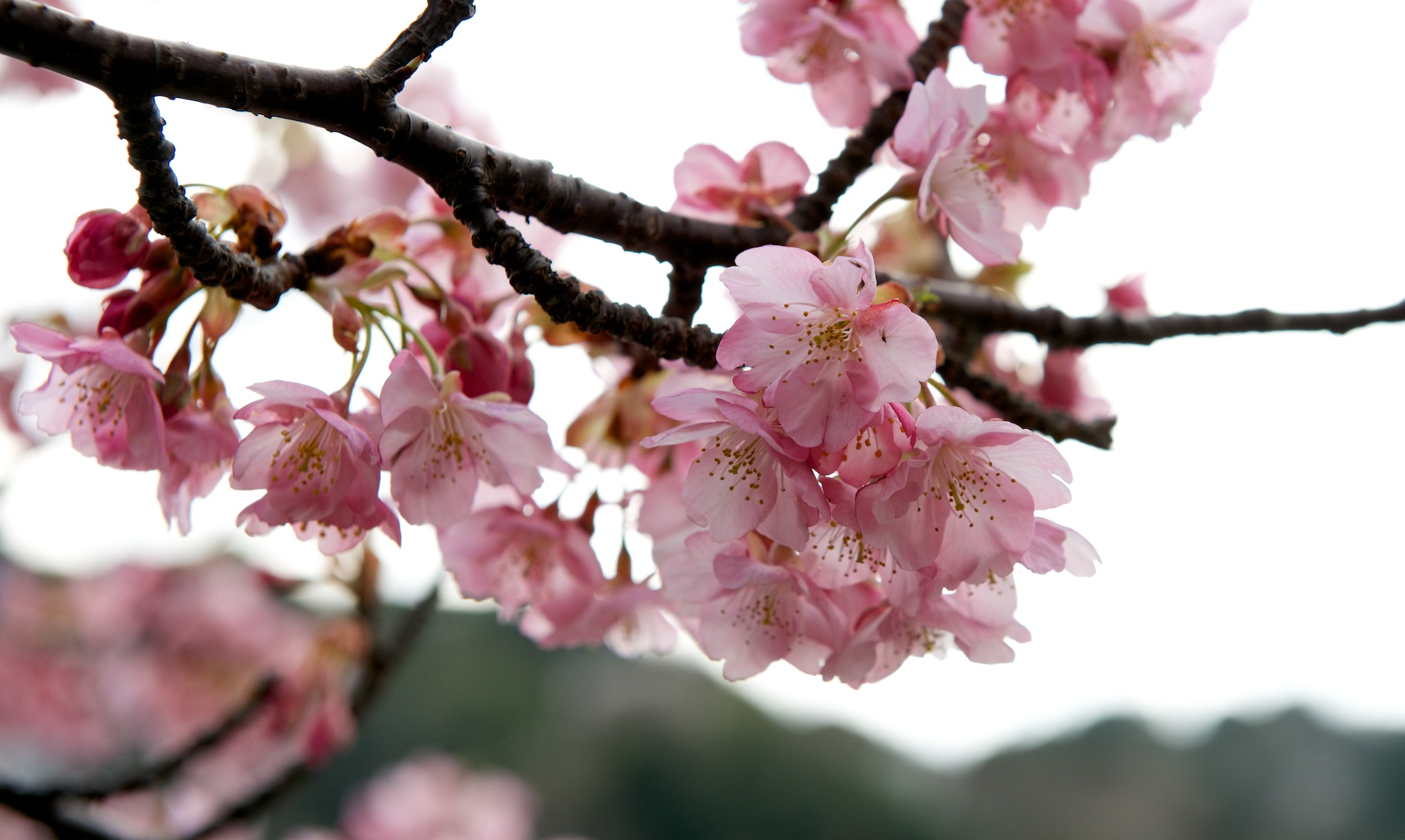
오시마벚나무 벚꽃
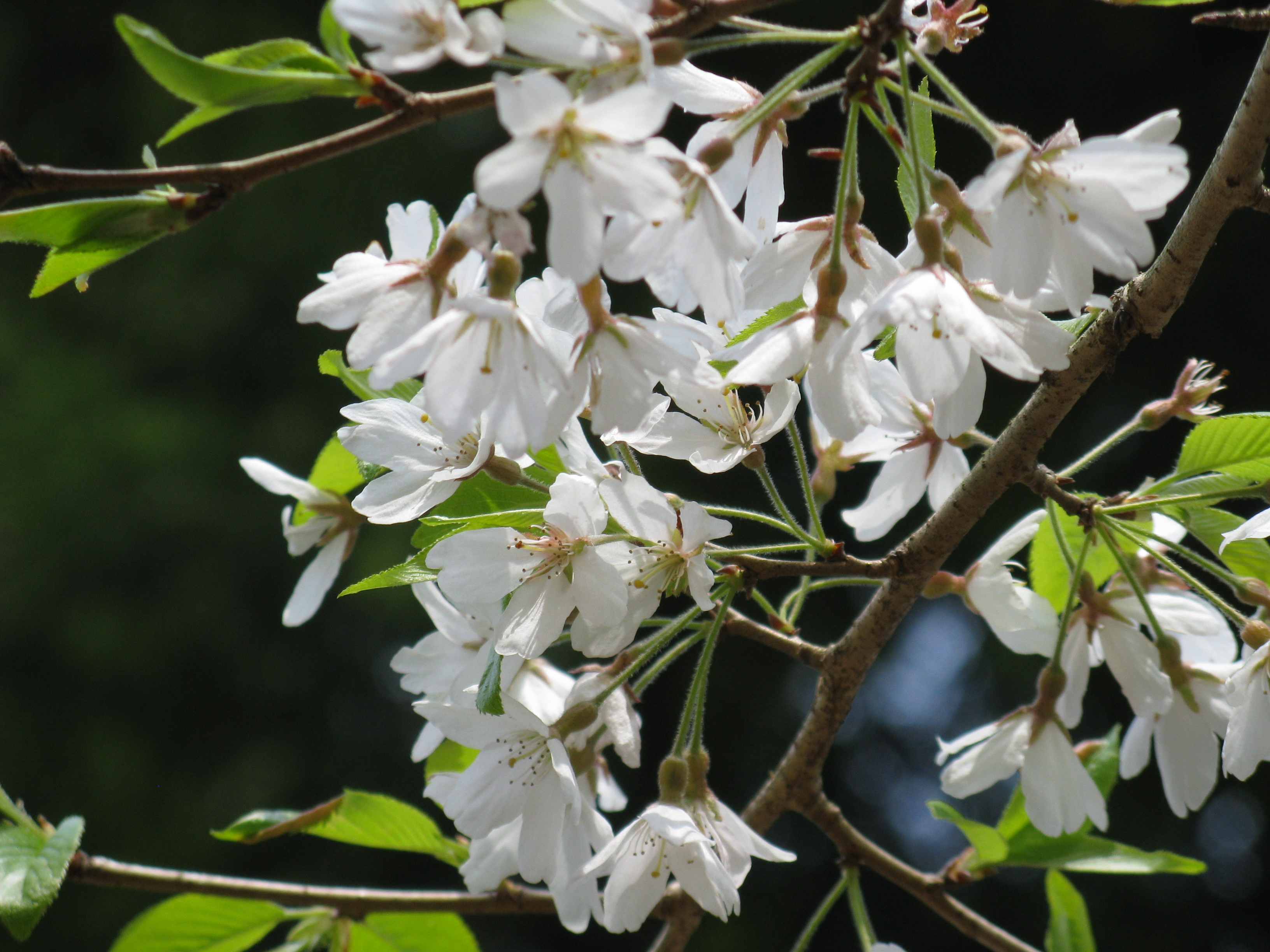
올벚나무 벚꽃
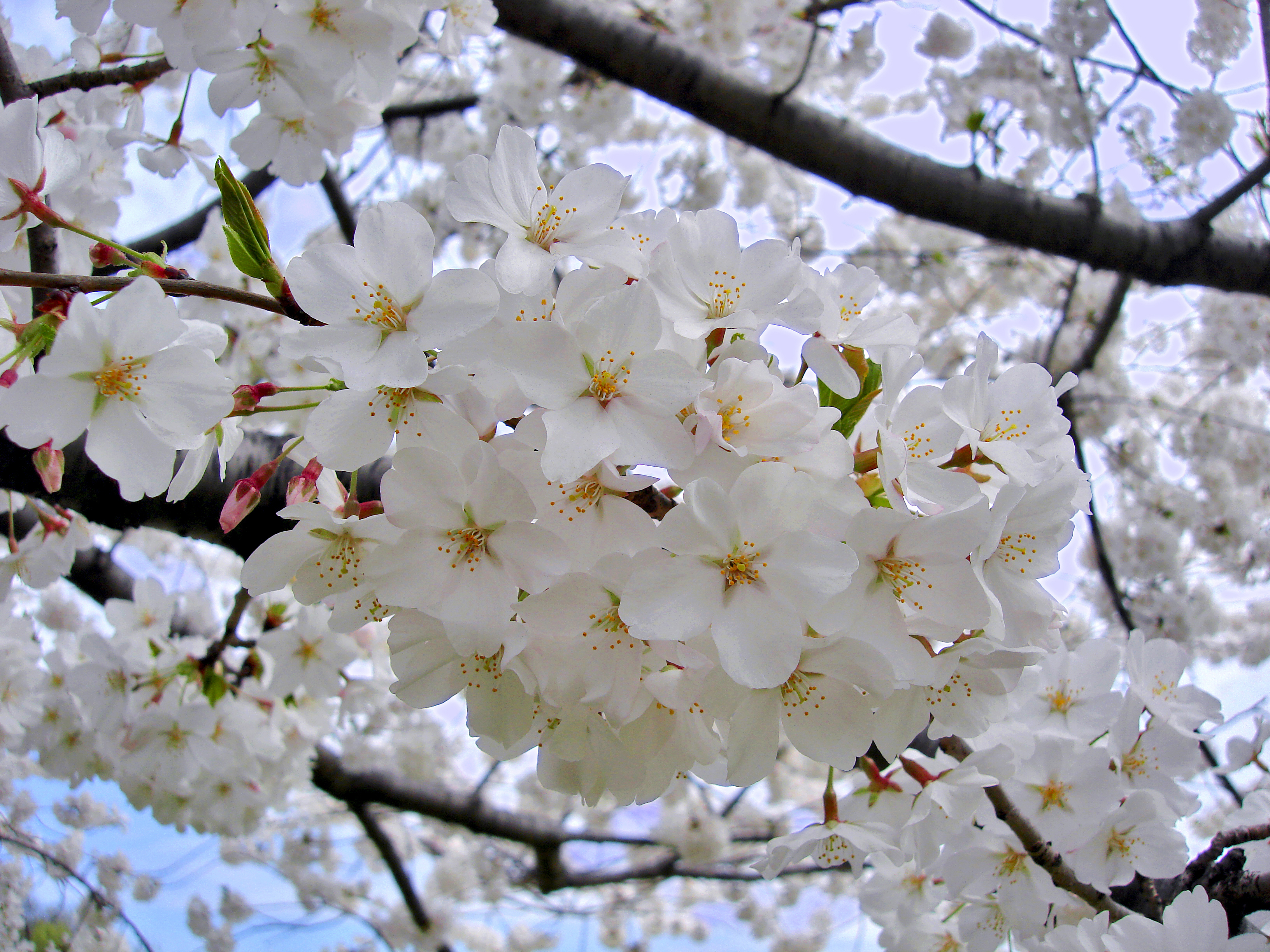
왕벚나무 벚꽃
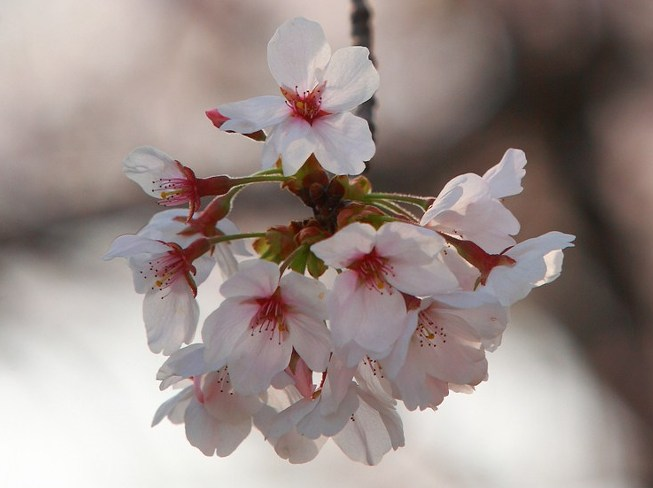
제주벚나무 벚꽃
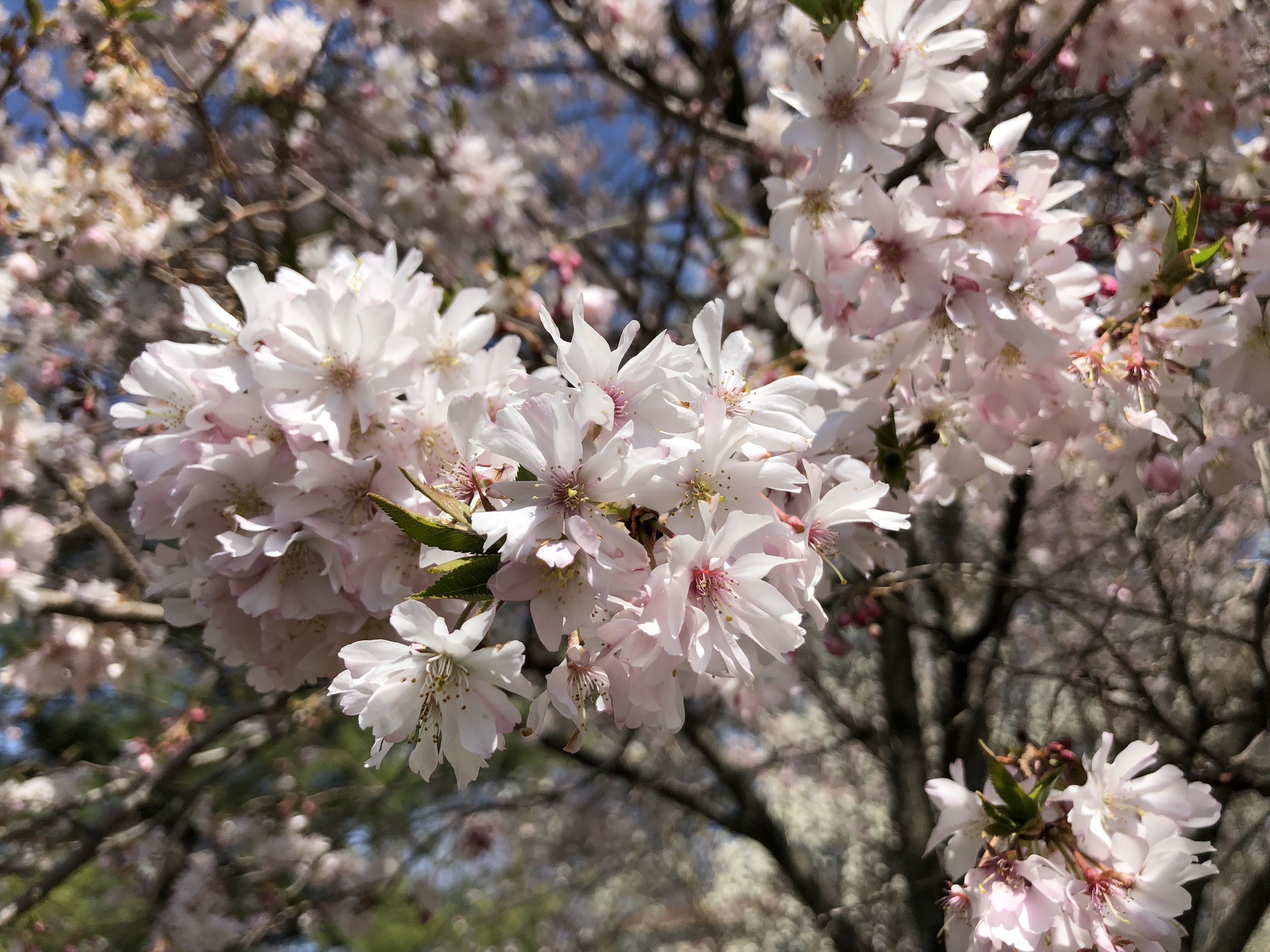
춘추벚나무 벚꽃
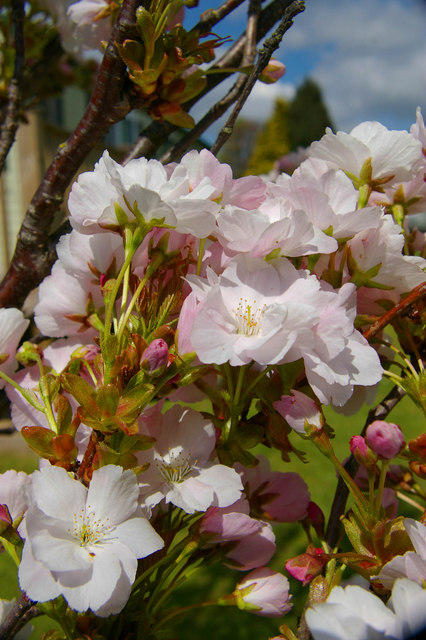
티베트벚나무 벚꽃
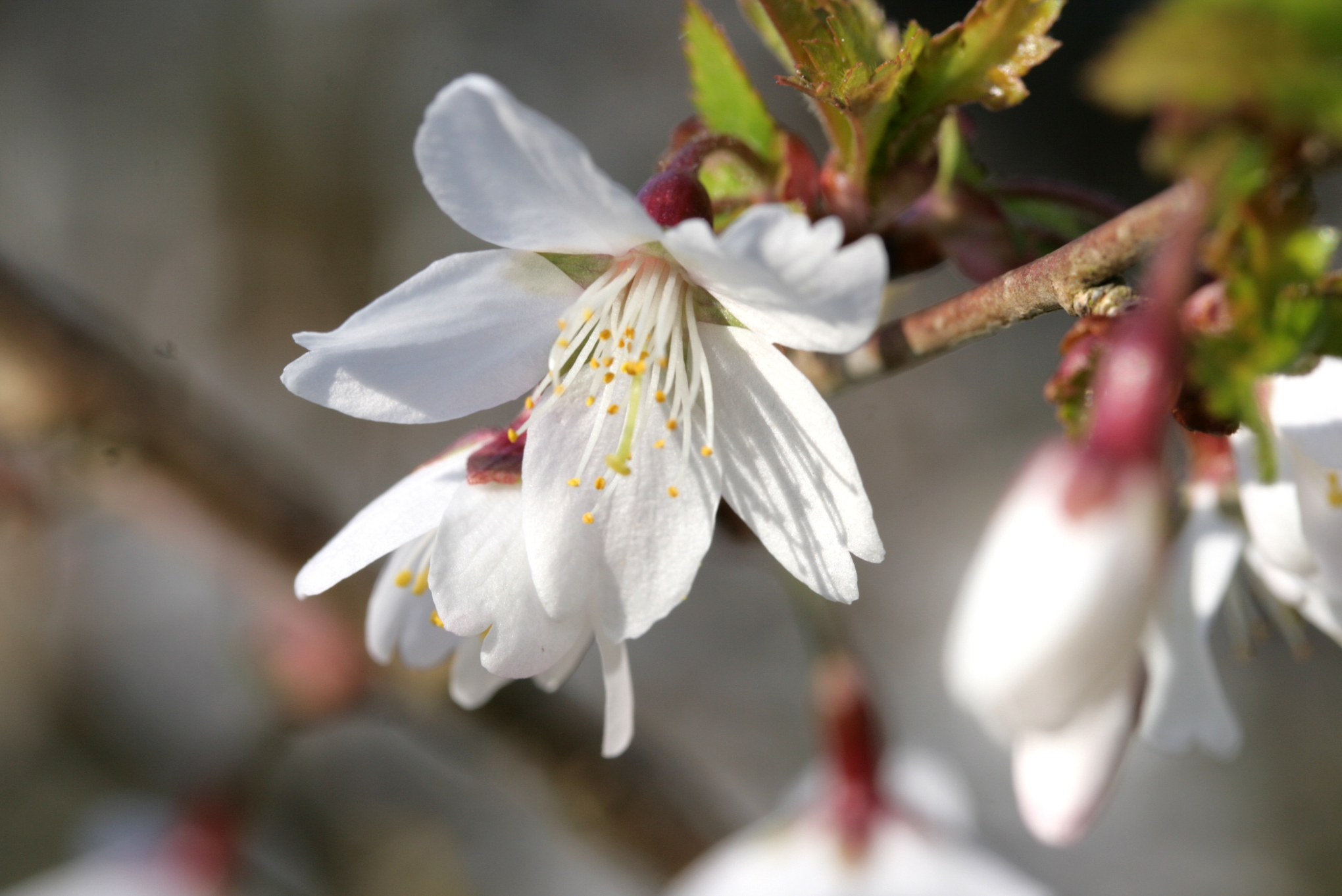
후지벚나무 벚꽃

## 나라별 벚꽃

### 대한민국

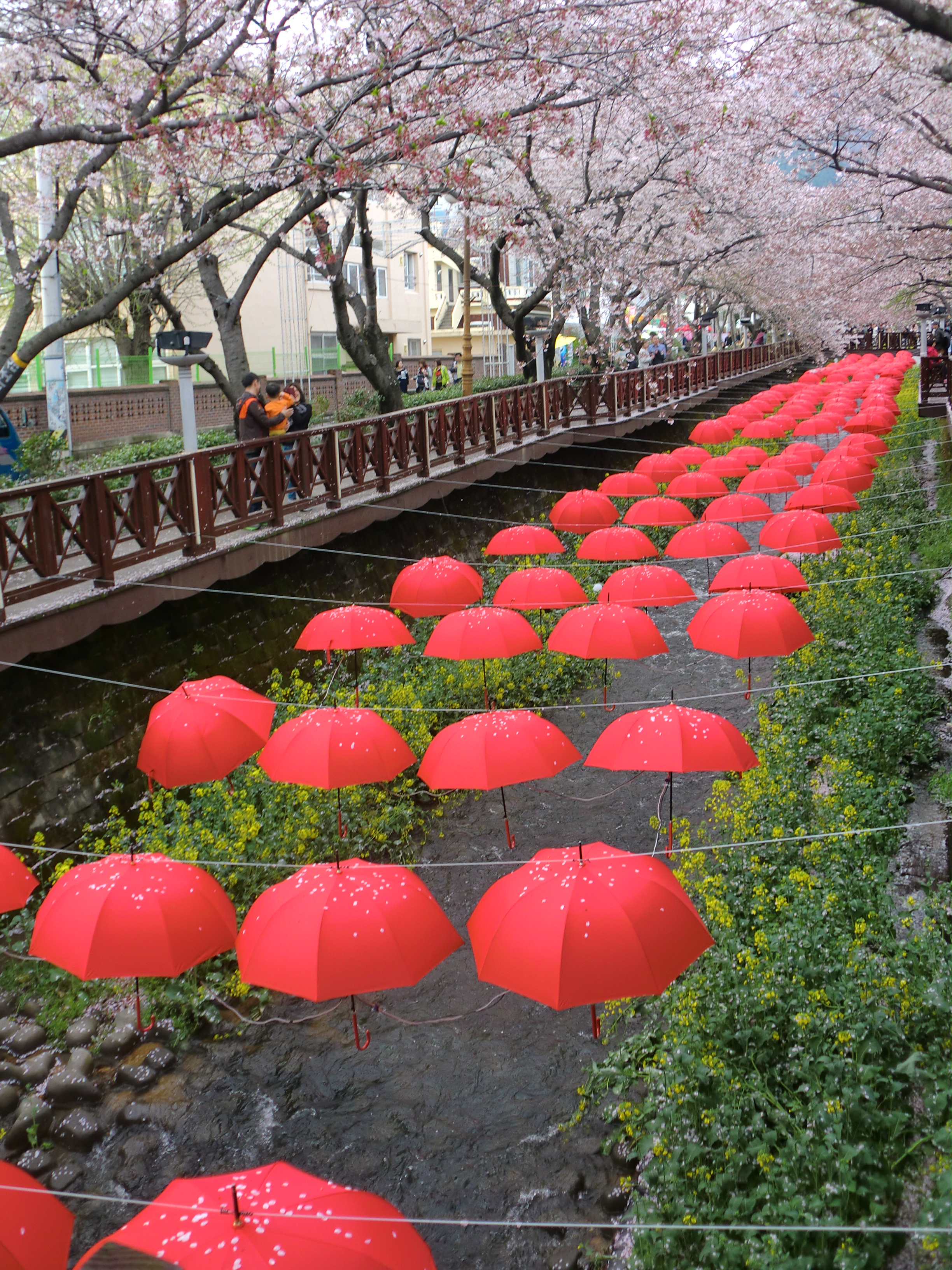
창원시 진해구의 군항제

대한민국에서 벚꽃은 오랜 옛날부터 자생해왔으며, 다양한 활 등을 만드는 용도로 사용됐다. 특히, 합천 해인사 대장경판의 경판의 재질은 자작나무로 만들어졌다고 알려졌으나, 실제로는 산벚나무와 돌배나무로 만들어진 것으로 밝혀졌다.
대한민국의 벚꽃의 기원과 원산지에 대해서 논란이 있었다. 프랑스인 신부 타케가 제주도에서 1908년 제주벚나무 자생지를 찾아냈다. 1962년에는 식물학자인 박만규 국립과학관장이 “벚꽃은 우리 꽃-한라산이 원산지”란 주장을 폈고, 실제로 한라산에서 대한민국 연구자로서는 처음으로 왕벚나무 자생지를 확인했지만, 2018년 연구를 통해 제주벚나무와 일본 왕벚나무 사이에 유전적 뒤섞임은 없다는 것을 밝혀냈다. 즉 제주벚나무는 제주도에서 기원한 것이고 일본 왕벚나무는 일본에서 기원한 것이다.
일제강점기에 일본인은 서울의 창경궁에 왕벚나무(일본어로 소메이요시노라고 한다.)를 심었다. 제2차 세계대전에서 일본 제국이 패망한 후 벚꽃 축제를 지속하는 것에 대한 논란이 끊이지 않았다. 벚꽃은 일본을 상징하는 꽃으로 여겨졌기 때문이다. 이 때문에 1983년에 창경궁에 심어져있던 벚나무는 베어졌고, 일부는 여의도의 윤중로에 옮겨심어졌다. 축제의 지속에 대한 논란에도 불구하고 대한민국에서는 여전히 벚나무를 가로수로 심어왔고, 벚꽃축제가 각지에서 개최됐다.
2020년 코로나19의 확산으로 벚꽃 축제가 줄줄이 취소됐다. 특히 전국 최대의 벚꽃축제인 군항제도 58년 만에 처음으로 취소되었으며, 2023년에 다시 재개하였다.

### 프랑스

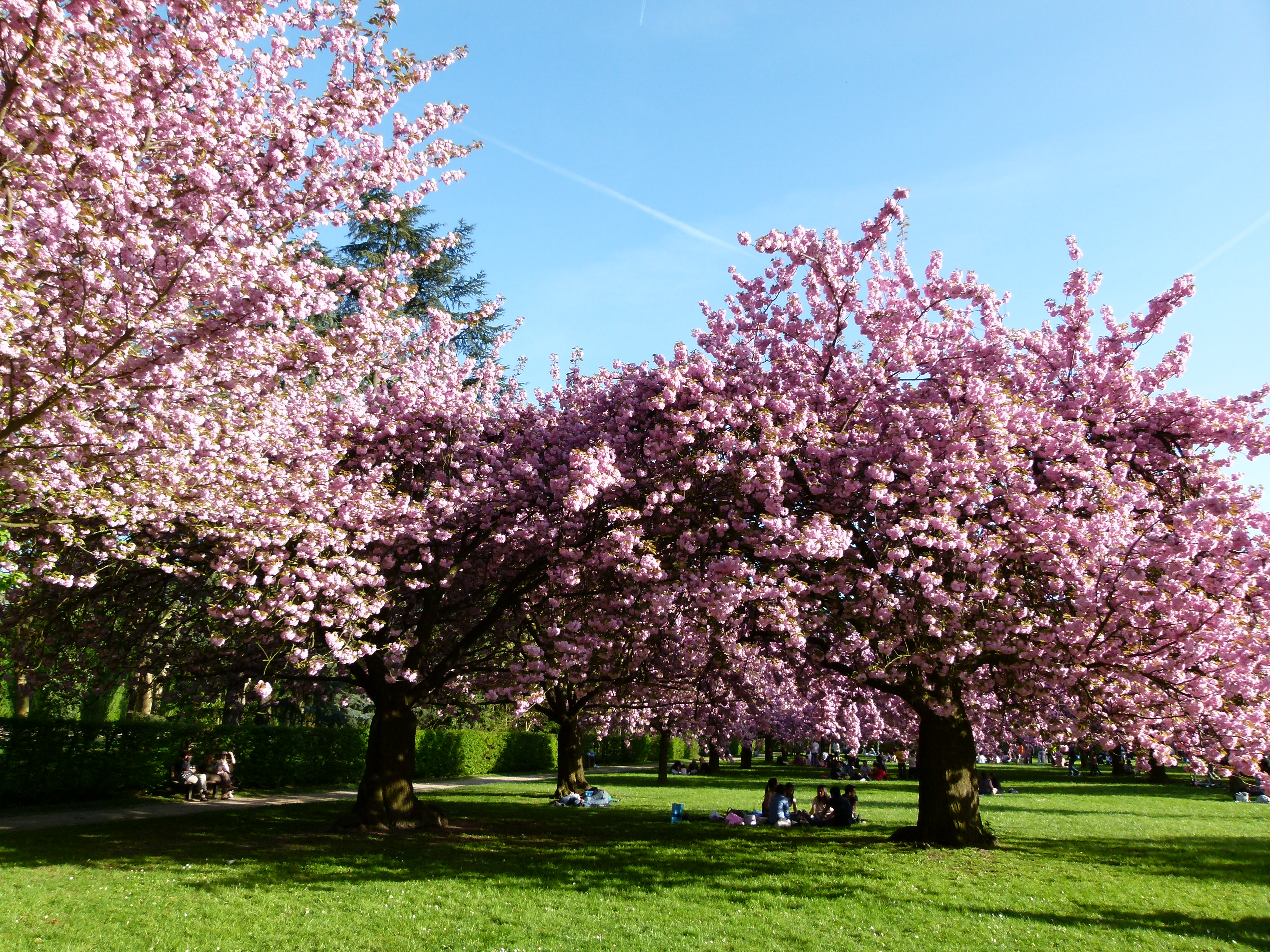
프랑스 쏘의 벚꽃나무

파리의 외곽에 위치한 쏘에는 양벚나무와 세룰라타벚나무로 유명한 과수원이 있다. 이 과수원에는 세룰라타벚나무 150그루가 있으며, 매년 4월 초에 많은 관광객이 벚꽃 구경을 위해 이곳을 방문한다.

## 문화
벚꽃은 일반적으로 일본의 국화로 알려져 있으나, 일본의 국화는 국화속이다. 그럼에도 불구하고 벚꽃은 일본 미술, 문학, 의류, 문구류, 식기 등 각종 소비재에 널리 사용되고 벚꽃을 감상하는 일본 전통문화 하나미가 세계에 전파되어 대외적으로도 일본을 상징하는 꽃으로 간주된다.
- 문학과 예술에서 벚꽃은 종종 일본의 무사인 사무라이를 상징하는 것으로 그려진다.[3]
- 꽃말은 순결, 절세미인, 고상, 담백, 미려이다.[4] 교양, 정숙, 냉정, 내면의 아름다움, 부와 번영, 행운 등의 꽃말도 있다.
- 일본의 전설은 다음과 같다.
  - 오오야마츠미에게서 태어난 코노하나노사쿠야비메는 니니기와 결혼하기 전까지 궁전에 살고 있었는데, 코노하나노사쿠야비메가 후지산에서 종자를 뿌리자 벚꽃이 피어났다는 설화가 있다.[4]
- 한국의 경우 벚꽃이 피면 벚꽃 구경을 가는 '벚꽃 축제'가 있다.[5] 대표적으로 진해 군항제[6], 경주 벚꽃축제[7] 등이 있다.

## 사진

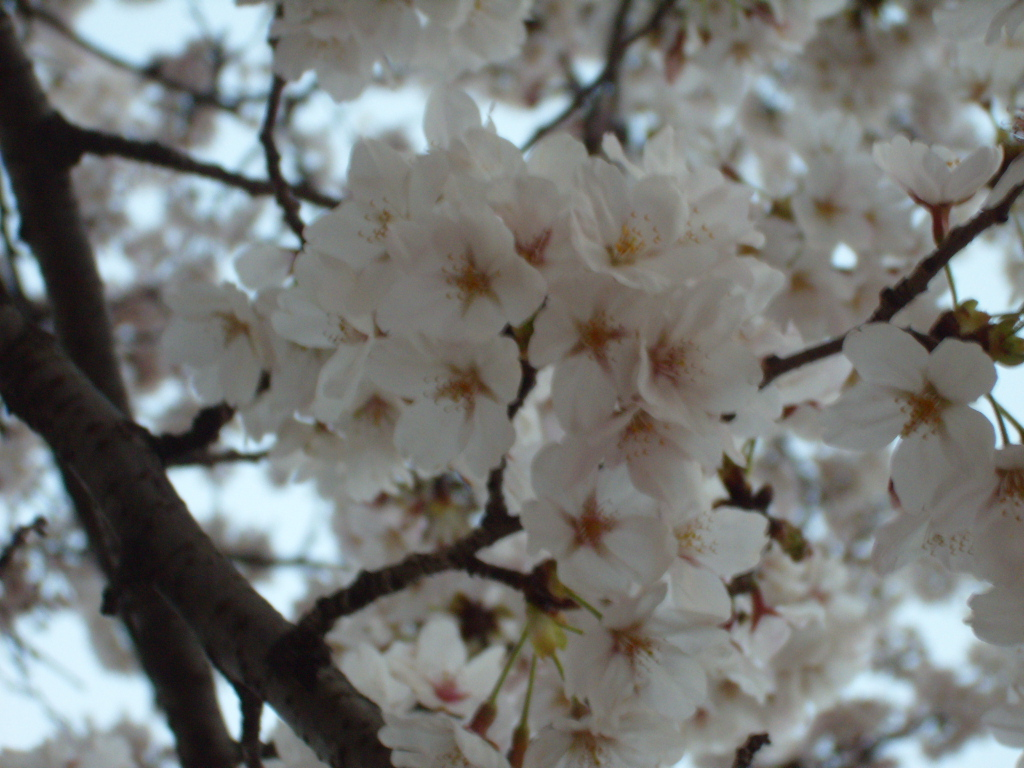
벚꽃송이
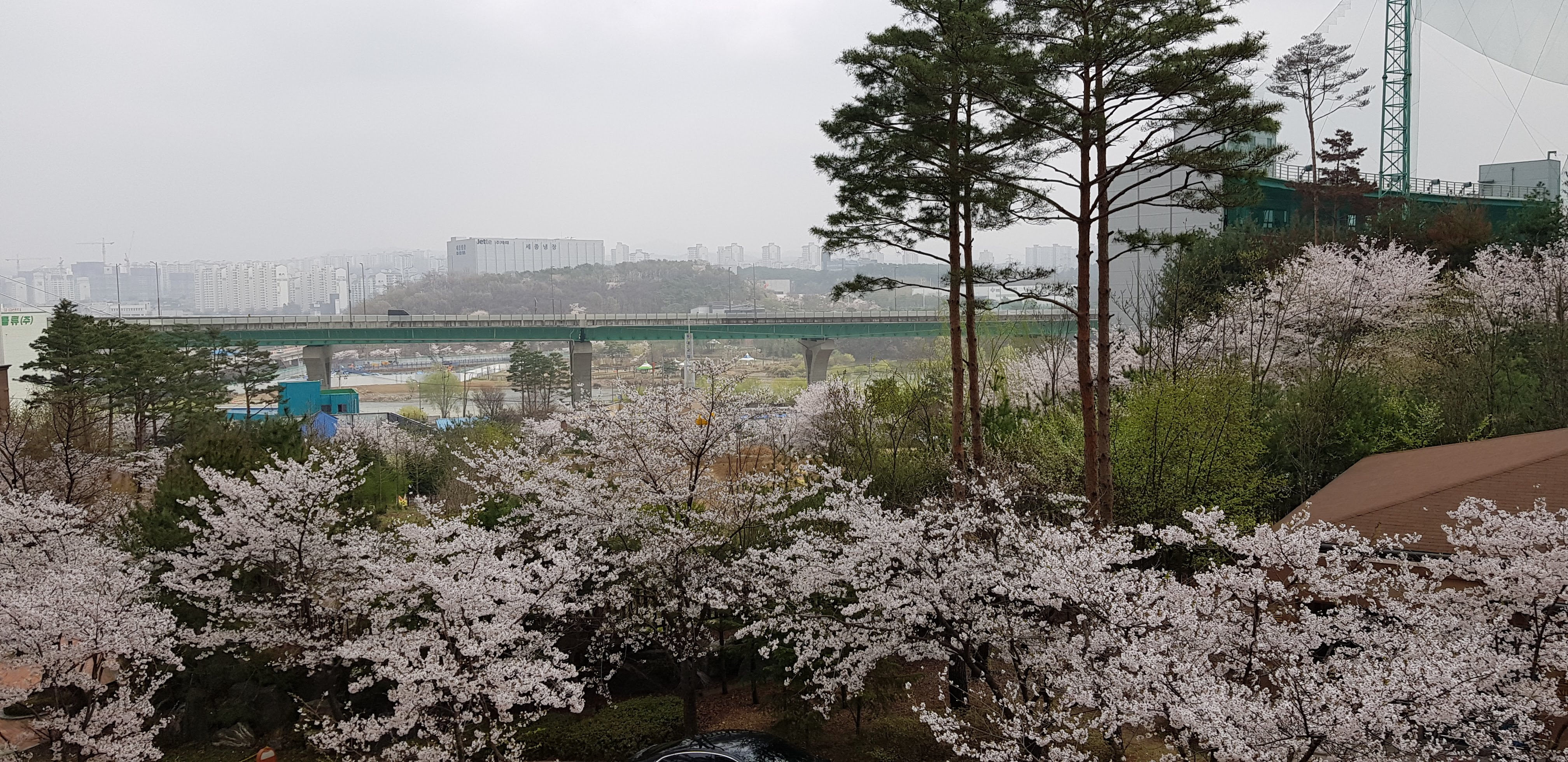
벚꽃들의 향연 기흥저수지를 바라본 방향 청명호수마을 앞
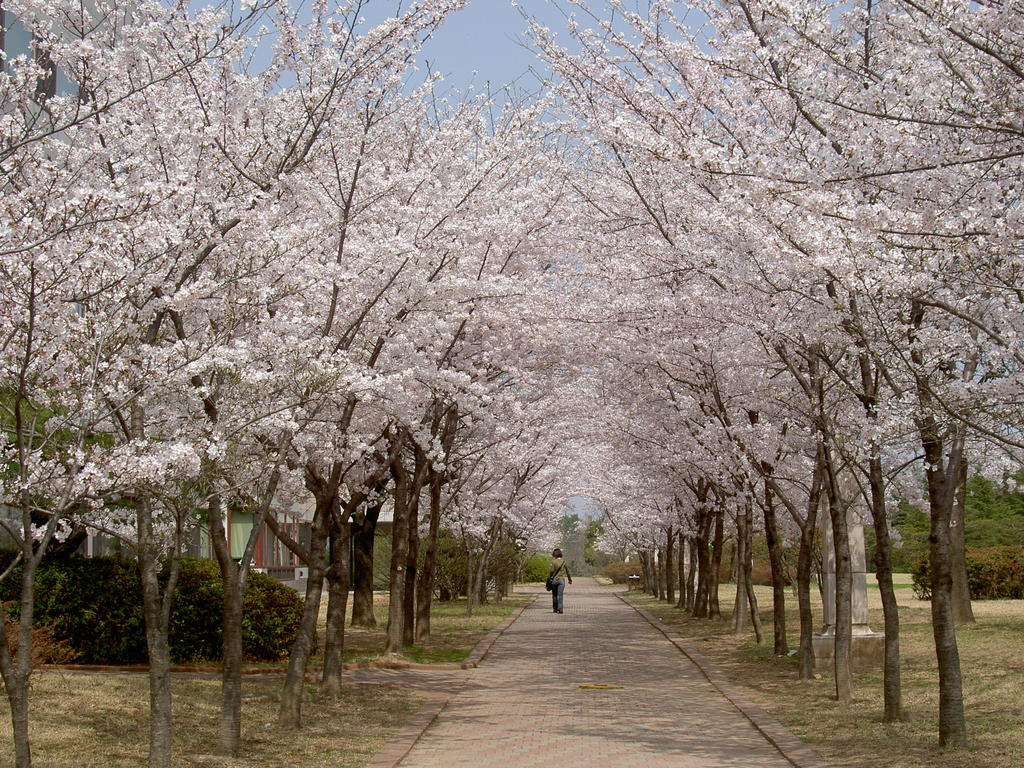
벚꽃이 활짝핀 벚나무 가로수길
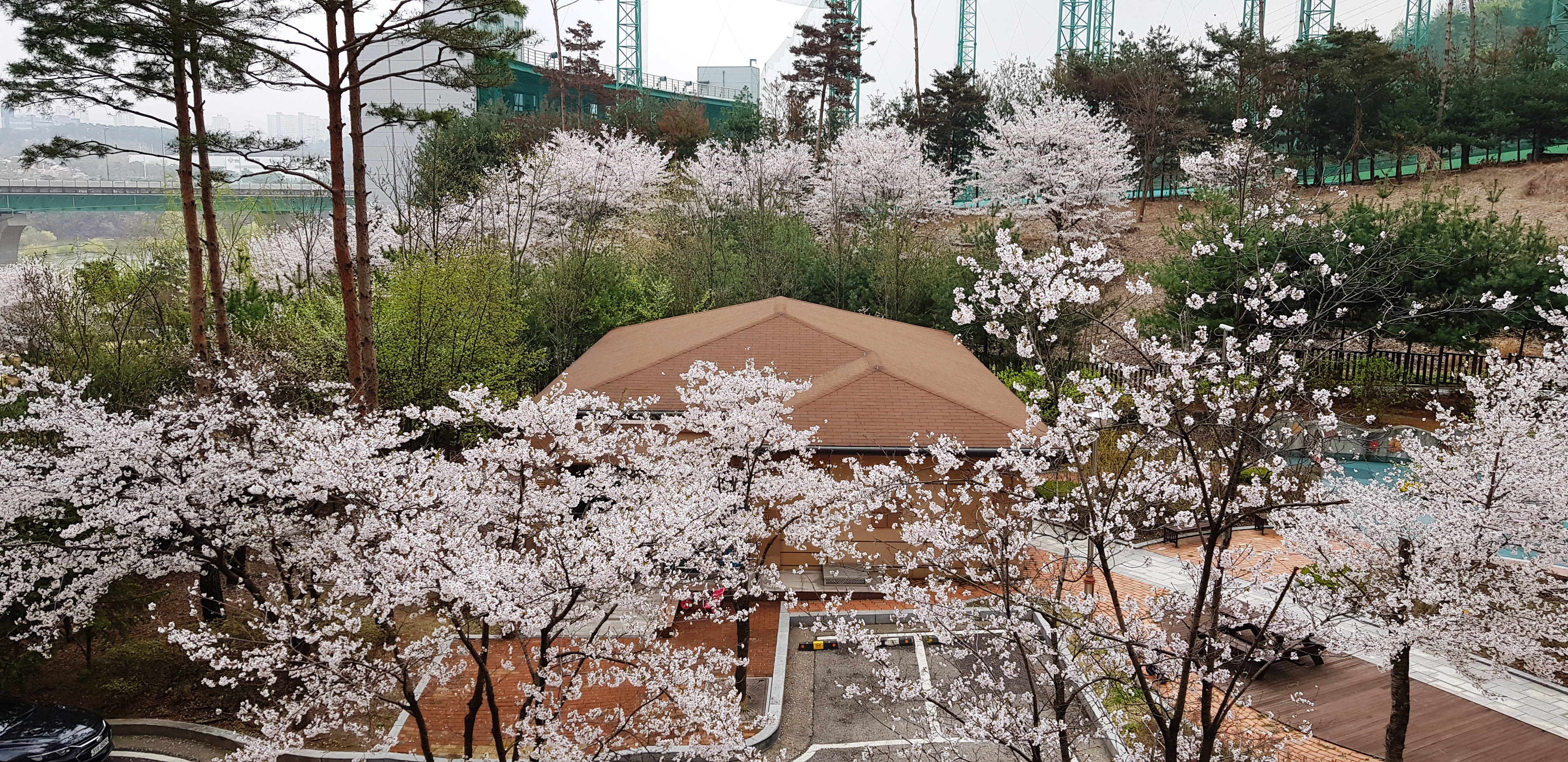
용인시 기흥구 청명호수마을 벚꽃
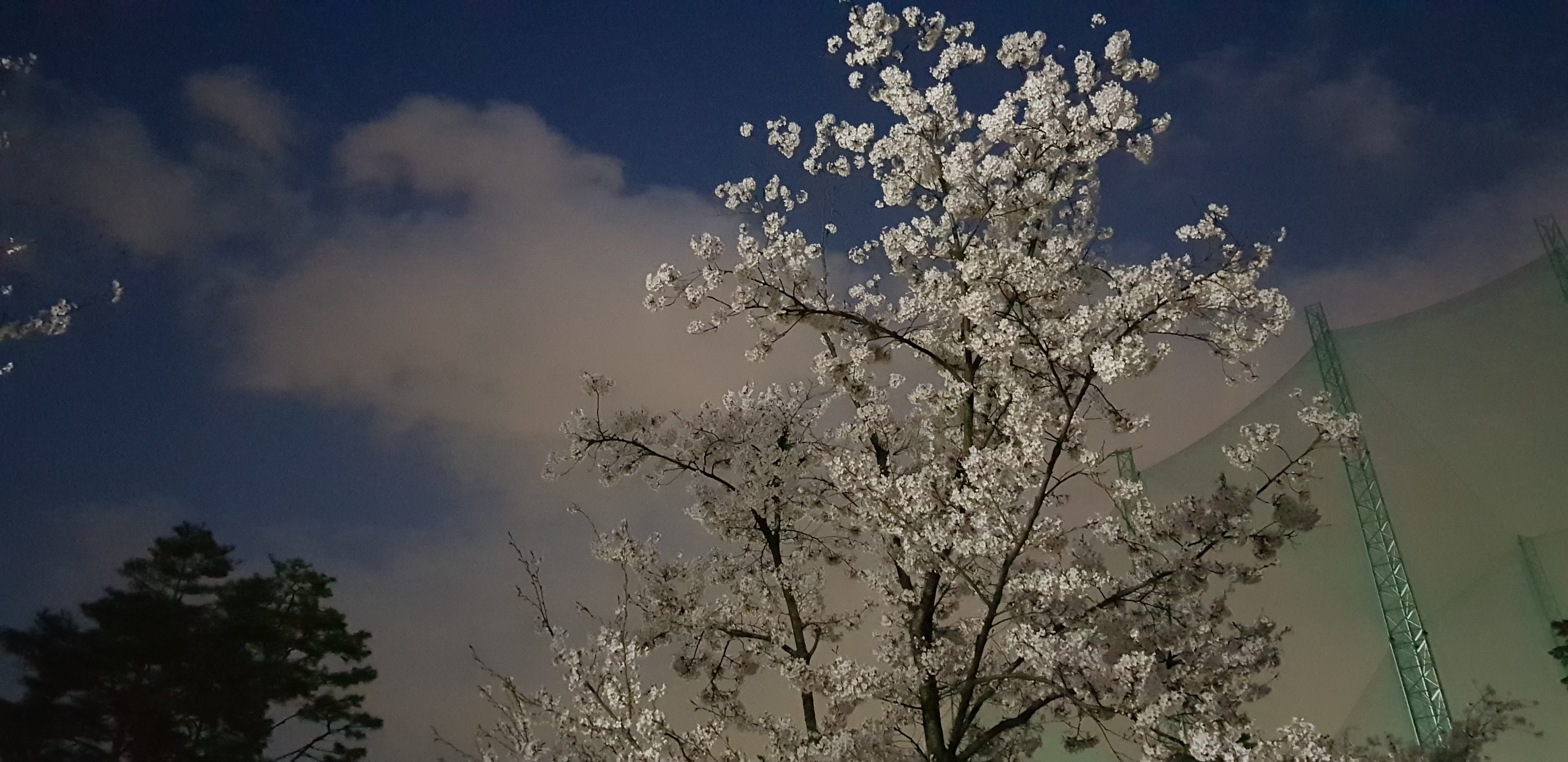
밤하늘과 벚꽃의 조화 청명호수마을
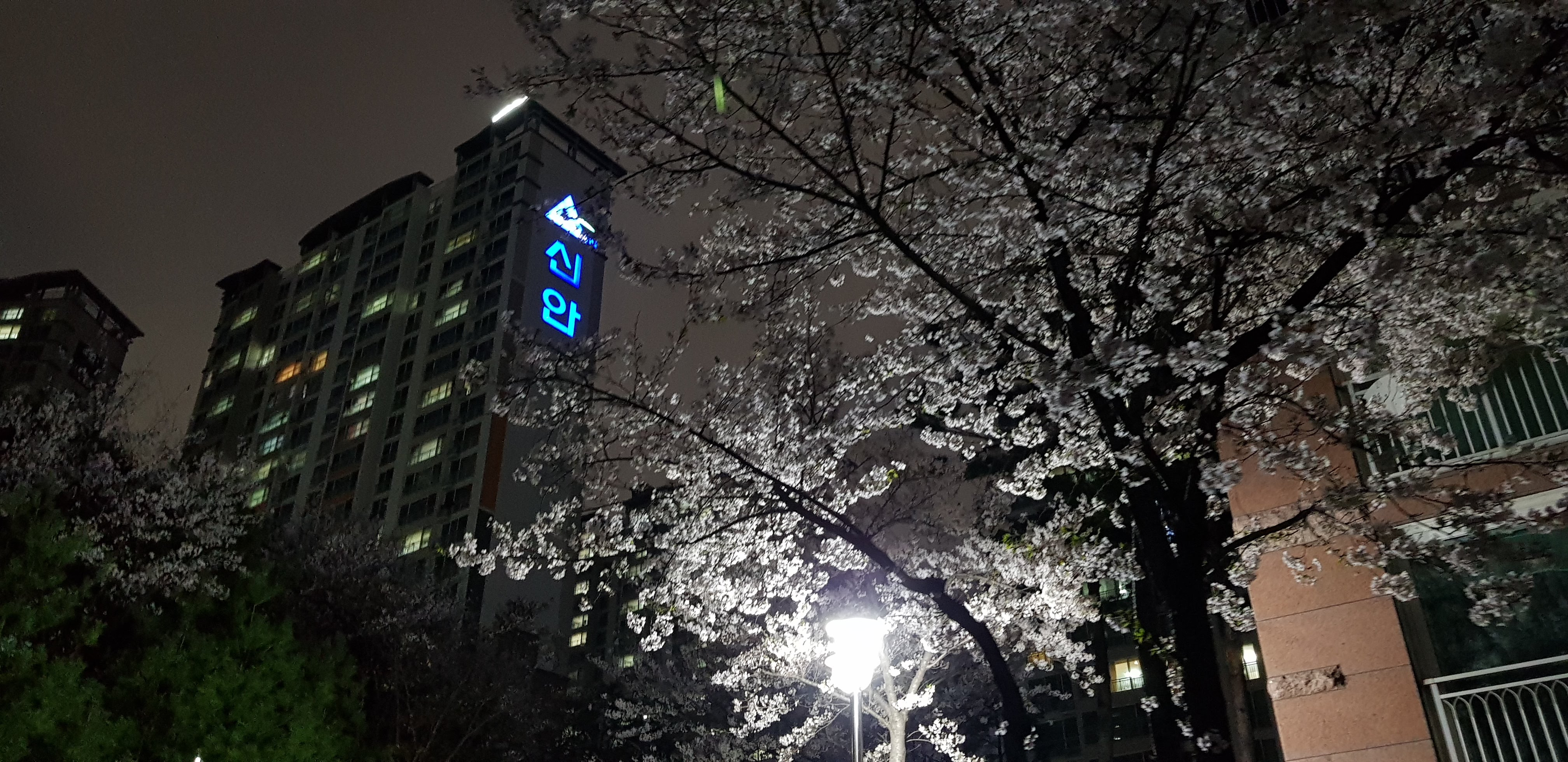
불빛속에 활짝핀 벚꽃 청명호수마을
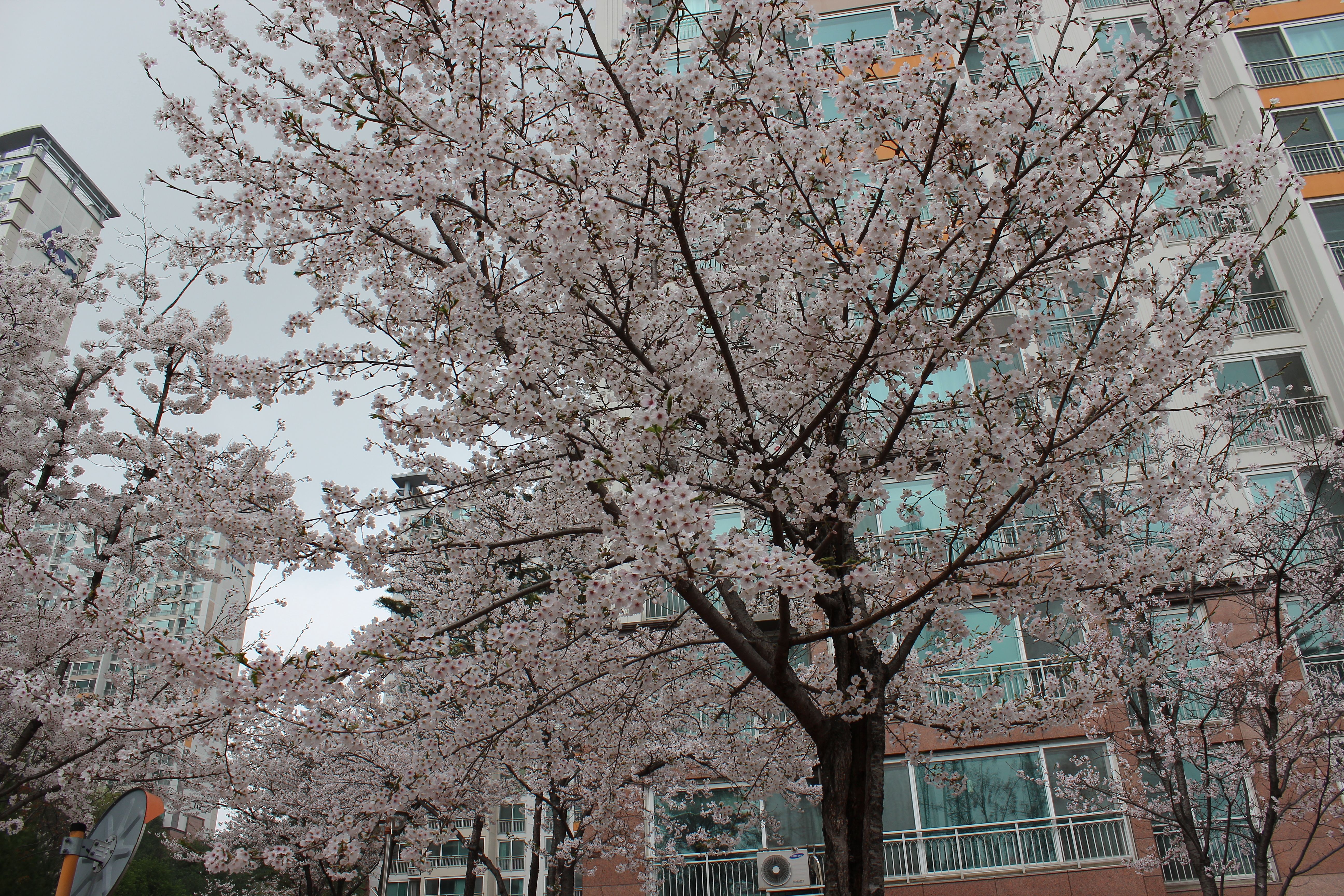
활짝피어난 벚꽃나무 청명호수마을(용이신 하갈동)

## 같이 보기
- 벚나무
- 버찌